# Charge de la preuve (droit)
Pour l’article homonyme, voir Charge de la preuve.

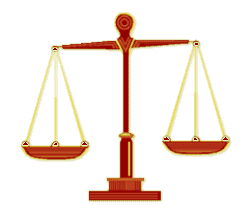
La balance de justice

En droit civil, la charge de la preuve (aussi nommée fardeau de la preuve) correspond aux éléments que chaque partie doit apporter pour établir les faits. En droit pénal, il s'agit des faits prouvant la culpabilité de l'accusé. 
La charge de la preuve revient à répondre à la question : « qui doit prouver quoi ? ». Elle se distingue du « mode de preuve » qui répond à la question : « de quel moyen celui qui a la charge de la preuve dispose-t-il pour apporter la preuve qui lui incombe ? ».
Sur le plan conceptuel, il est possible de faire une distinction entre la norme de la preuve en droit de common law et la charge de la preuve telle que cette expression est utilisée dans les droits de tradition civiliste. 
La norme de la preuve (ou fardeau de la preuve) correspond davantage à la notion anglo-saxonne de burden of proof, c'est-à-dire l'aspect quantitatif, le degré de preuve nécessaire pour avoir gain de cause (généralement la balance des probabilités au civil ou hors de tout doute raisonnable au pénal), bien que cette expression soit souvent rendue par charge de la preuve. Dans le cadre de cette notion, il existe à la fois un fardeau de présentation et un fardeau de persuasion. 
En droit de tradition civiliste, la charge de la preuve revient à se demander quels sont les éléments constitutifs à prouver et par qui, qu'est-ce qu'on doit mettre dans son sac à procès pour faire sa preuve (p. ex. la charge de prouver la faute, le préjudice, le lien de causalité et l'existence d'un contrat dans un litige portant sur la responsabilité contractuelle). 

## Norme de la preuve par pays

### Belgique
Dans le code civil en vigueur à partir de 2020, la preuve est à charge de « celui qui entend faire valoir une prétention en justice ». Le juge peut décider de renverser la charge de la preuve s'il estime que les preuves sont insuffisantes malgré les mesures d'instruction et que la charge de la preuve serait « manifestement déraisonnable ».
Dans le droit pénal, en vertu du principe de présomption d'innocence, c'est au poursuivant d'établir la preuve de culpabilité. Deux éléments sont à prouver : l'élément matériel, c'est-à-dire les faits de l'infraction, et l'élément moral, c'est-à-dire l'intention de commettre une infraction.

### Canada

#### Droit pénal
En droit pénal canadien, la charge de la preuve consiste à prouver la culpabilité de l'accusé « hors de tout doute raisonnable ». Mais il peut exister d'autres fardeaux de preuve quand il ne s'agit pas de prouver la culpabilité de l'accusé, par exemple l'arrêt R. c. Cinous exige qu'un moyen de défense ait un « air de réalité ».

#### Instances civiles des provinces decommon law
Selon la Commission ontarienne des droits de la personne, prouver le bien-fondé d'une plainte dans une instance civile consiste à prouver l'allégation selon la balance des probabilités.

#### Droit civil québécois
En droit québécois, l'article 2803 du Code civil du Québec affirme que celui qui veut faire valoir un droit doit prouver les faits soutenant sa prétention. En vertu de l'art. 2804 C.c.Q, le degré probatoire dans un procès civil est la prépondérance des probabilités.

### États-Unis

#### Droit pénal
En droit américain, le fardeau de la preuve dans un procès pénal est hors de tout doute raisonnable. Mais il existe des fardeaux de preuve spécifiques à certaines situations pénales précises. Il faut une cause probable pour arrêter quelqu'un. Il faut un soupçon raisonnable pour une fouille et une saisie.

#### Droit privé
En droit privé américain, la charge de la preuve est la balance des probabilités.

### Royaume-Uni

#### Droit pénal
En droit pénal britannique, la norme de preuve est hors de tout doute raisonnable. Ce fardeau de preuve a été établi par l'arrêt de principe Woolmington v. DPP de 1935.  

#### Droit privé
La norme de preuve civile au Royaume-Uni est la balance des probabilités.

### Suisse
Dans le Code civil suisse, la notion de « fardeau de la preuve » est définie ainsi : « Chaque partie doit, si la loi ne prescrit le contraire, prouver les faits qu’elle allègue pour en déduire son droit ».